# Bruce Bolesky
Bruce Nelson „Bogue“ Bolesky (* 2. September 1957 in Melrose, New York) ist ein ehemaliger US-amerikanischer Freestyle-Skier. Er startete in allen Disziplinen und hatte seine Stärken in der Kombination. Im Weltcup gelangen ihm vier Siege.

## Biografie
Bruce Bolesky begann am Willard Mountain unweit seines Heimatortes mit dem Skifahren. 1975 gewann er in Killington, Vermont, die erste Austragung der USSA-Amateurmeisterschaften und wurde wenig später in die Nationalmannschaft aufgenommen.
Am 7. Januar 1980 startete er in den Pocono Mountains erstmals im neu lancierten Freestyle-Skiing-Weltcup. Nach anfangs bescheidenen Ergebnissen erreichte er gegen Saisonende am Oberjoch erste Platzierungen unter den besten zehn. Seine ersten beiden Podestplätze ließ er wenig später auf der Buckelpiste in Tignes und im Ballett von Whistler folgen. Im folgenden Winter konnte er sich in sämtlichen Disziplinen verbessern und belegte im Gesamtweltcup Platz vier. Mitte März feierte er in der Kombination am Mount Norquay seinen ersten Weltcupsieg und beendete die Disziplinenwertung dank zweier weiterer Podestplätze als Dritter. 1982 gelangen ihm acht Podestplätze in drei Disziplinen, darunter mit einem zweiten Rang in Adelboden sein bestes Moguls-Karriereresultat. Seine erfolgreichste Saison hatte Bolesky 1984. Mit drei Kombinationssiegen in Stoneham, Breckenridge und Sälen belegte er in der Disziplinenwertung und im Gesamtweltcup jeweils den zweiten Platz hinter Alain Laroche. Zudem erreichte er als Aerials-Sechster in Ravascletto sein bestes Ergebnis in dieser Disziplin.
Danach bestritt Bolesky immer weniger Wettkämpfe und spezialisierte sich schließlich auf seine stärkste Einzeldisziplin Ballett. Bei den ersten Weltmeisterschaften in Tignes musste er sich mit Rang 18 zufriedengeben, im Weltcup kam er nicht mehr über Rang sechs hinaus. Dieses Resultat gelang ihm auch im Rahmen der Olympischen Spiele von Calgary, wo Freestyle-Skiing erstmals mit Demonstrationswettbewerben vertreten war. Bei den Weltmeisterschaften am Oberjoch belegte er Rang 15 und beendete drei Wochen später nach über 200 Weltcup-Starts seine aktive Laufbahn im Leistungssport.
Nach dem Karriereende arbeitet Bolesky, der als erster Freestyler einen 1080 landen konnte, als Trainer am Stratton Mountain.

## Erfolge

### Olympische Spiele
- Calgary 1988: 6. Ballett (Demonstrationswettbewerb)

### Weltmeisterschaften
- Tignes 1986: 18. Ballett
- Calgary 1988: 6. Ballett
- Oberjoch 1989: 15. Ballett

### Weltcupwertungen
| Saison  | Gesamt | Gesamt | Aerials | Aerials | Moguls | Moguls | Ballett | Ballett | Kombination | Kombination |
| Saison  | Platz  | Punkte | Platz   | Punkte  | Platz  | Punkte | Platz   | Punkte  | Platz       | Punkte      |
| ------- | ------ | ------ | ------- | ------- | ------ | ------ | ------- | ------- | ----------- | ----------- |
| 1980    | 10.    | 140    | 34.     | 8       | 10.    | 57     | 15.     | 44      | 8.          | 31          |
| 1981    | 4.     | 340    | 18.     | 56      | 10.    | 83     | 6.      | 127     | 3.          | 74          |
| 1982    | 3.     | 360    | 19.     | 46      | 7.     | 118    | 8.      | 116     | 3.          | 80          |
| 1983    | 5.     | 60     | 16.     | 50      | 14.    | 56     | 5.      | 102     | 5.          | 38          |
| 1984    | 2.     | 66     | 13.     | 90      | 11.    | 99     | 5.      | 123     | 2.          | 84          |
| 1984/85 | 31.    | 18     | 41.     | 12      | 25.    | 42     | 26.     | 37      | 10.         | 26          |
| 1985/86 | 40.    | 15     | 54.     | 1       | 49.    | 2      | 15.     | 61      | 17.         | 7           |
| 1986/87 | 29.    | 17     | –       | –       | –      | –      | 11.     | 103     | –           | –           |
| 1987/88 | 32.    | 17     | –       | –       | –      | –      | 11.     | 120     | –           | –           |
| 1988/89 | 46.    | 13     | –       | –       | –      | –      | 14.     | 94      | –           | –           |

### Weltcupsiege
Bolesky errang im Weltcup 23 Podestplätze, davon 4 Siege:
| Datum           | Ort           | Land     | Disziplin   |
| --------------- | ------------- | -------- | ----------- |
| 18. März 1981   | Mount Norquay | Kanada   | Kombination |
| 15. Januar 1984 | Stoneham      | Kanada   | Kombination |
| 21. Januar 1984 | Breckenridge  | USA      | Kombination |
| 22. März 1984   | Sälen         | Schweden | Kombination |

### Weitere Erfolge
- Sieg bei den ersten US-Amateurmeisterschaften 1975